# 래리 (네모바지 스폰지밥)
바닷가재 래리(영어: Larry the Lobster)는 《네모바지 스폰지밥》에 등장하는 바닷가재 캐릭터이다. 운동을 좋아하며 해양 구조대원이자 보디빌더이다. 래리는 보라색 물고기 캐릭터인 스쿠터(Scooter)와 함께 구 라군(Goo Lagoon)에서 주로 목격된다. 네모바지 스폰지밥 시즌 1의 에피소드 "찢어진 바지"에 스쿠터와 함께 처음 등장하였다. 